# Walter Bud
Walter Bud (ur. 1 sierpnia 1890 w Lipsku, zm. 11 maja 1915 w Ieper) – niemiecki malarz i grafik.
Urodził się jako syn żydowskiego kupca Alfreda Buda. W latach 1901–1910 uczęszczał do König-Albert-Gymnasium w Lipsku. Po zdaniu egzaminów końcowych studiował architekturę, jednak szybko przeniósł się Kunstakademie w Dreźnie. W 1913 roku rozpoczął studia w Kunstakademie w Monachium. Był uczniem Hermanna Groebera (malarstwo) i Petera Halma (akwaforta).
Zmarł w 1915 roku od postrzału w głowę podczas drugiej bitwy pod Ypres.